# Victoria (Entre Ríos)
Victoria (hasta 1829 llamada Matanza o La Matanza) es una localidad del departamento Victoria (del cual es cabecera), en la provincia de Entre Ríos, Argentina. El municipio comprende la localidad del mismo nombre, la de Charigüé y áreas rurales e insulares, y se distribuye entre los distritos Corrales, Isla del Pillo y Laguna del Pescado.
Se encuentra a 60 km de Rosario, provincia de Santa Fe, comunicada con esta mediante la ruta nacional 174 que cruza el puente Rosario-Victoria y un complejo de 12 puentes más pequeños. Esta vía de comunicación concesionada se habilitó en 2003, se denomina en su conjunto conexión vial Rosario-Victoria, sobre el río Paraná, y permite la conexión más directa entre Chile y Brasil (ruta eje del Mercosur).
Cuenta con un monasterio, la Abadía Benedictina del Niño Dios, fundada por monjes benedictinos llegados de Belloc (Francia) en 1899. La misma se encuentra sobre la ruta provincial n.º 11 y es de gran importancia en la ciudad, no solo como lugar histórico sino también como fuente económica de impacto turístico, ya que la orden benedictina que habita la abadía produce su propia línea de productos comestibles como quesos, dulces, miel, licores y cerveza, atrayendo al turismo por su singular producción. 

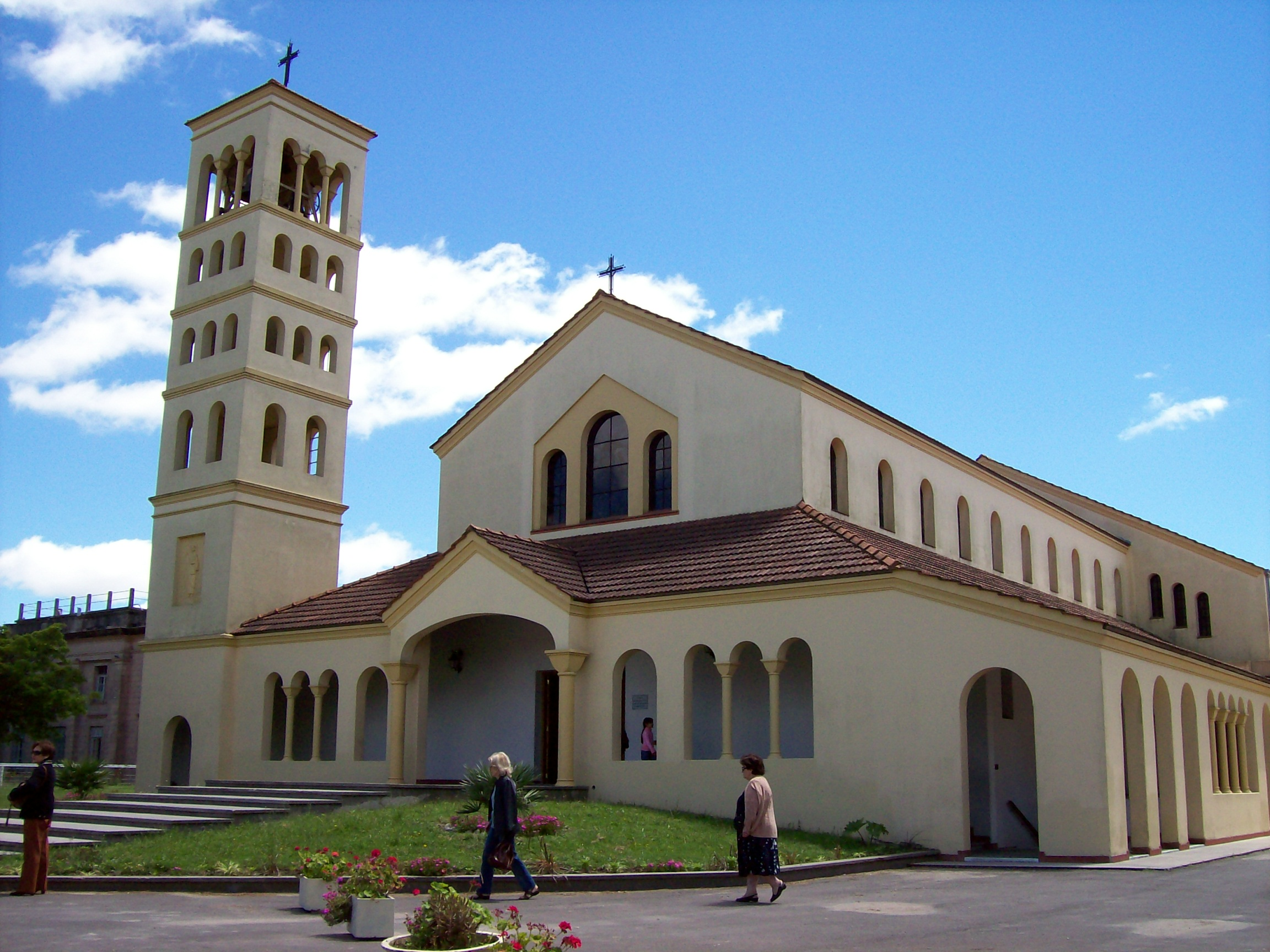
Abadía Benedictina del Niño Dios.

Es base operativa de medios aéreos del Servicio Nacional de Manejo del Fuego.

## Historia
En 1750 una expedición militar española al mando del teniente de gobernador de la ciudad de Santa Fe, Francisco Antonio de Vera y Mujica, mató una gran cantidad de indígenas en este lugar, por lo que desde entonces fue conocido como Cerro de la Matanza. Nombre que es mencionado por el obispo Sebastián Malvar y Pinto en documentos de 1779.
En 1806 los vecinos solicitaron la edificación de un oratorio y en 1808 encargaron a Joaquín Salvador Ezpeleta su tramitación. 

Los abajo firmantes, vecinos y moradores de los Partidos de La Matanza y Pajonal y de Laguna, Chilcas y Manantiales y Ceibas hemos convenido y convenimos en que se levante y se edifique a nuestra costa una Capilla u Oratorio enfrente del Puerto de La Matanza a una distancia de un cuarto de legua (...) hemos creído oportuno conferir todas nuestras facultades y poder especial bastante cual de dicho se requiere y es necesario para más valer a Don Salvador Joaquín de Ezpeleta nuestro convecino (...)
Poder otorgado por los vecinos a Ezpeleta para gestionar la fundación del Oratorio.

En 1808 fue nombrado por el cabildo de Santa Fe el primer juez pedáneo del pago de La Matanza, Juan Bentura Zapata.
El 13 de mayo de 1810 se creó en La Matanza un oratorio dedicado a Nuestra Señora de Aránzazu, a petición de Ezpeleta, por lo que suele ser considerado como el fundador de la ciudad.
En torno del oratorio surgió espontáneamente un poblado. En 1820 Francisco Ramírez nombró al primer comandante militar del pueblo, José Albarenque y Antunes, junto con un receptor de rentas, Ramón Pereyra. Se creó además la primera escuela.
En 1822 la provincia fue dividida en departamentos, quedando La Matanza dentro del Departamento Subalterno N.º 3 del 1.º Departamento Principal del Paraná. Albarenque y Antunes asumió como primer alcalde mayor de hermandad de La Matanza, dependiente del alcalde mayor de Nogoyá.
El 26 de agosto de 1826 una ley del Congreso provincial, sancionada a propuesta de Justo José de Urquiza, elevó el pueblo al rango de villa. En 1829 el gobernador de Entre Ríos, Juan León Sola, cambió el nombre Matanza por el de Victoria.

Sr. D. Vicente del Castillo, Ministro General.

Paraná, 31 de octubre de 1829.

El Exmo. Sr. Gobernador y Capitán General de la Provincia en fecha 24 del que finaliza desde la Matanza dice al que suscribe lo siguiente: «El Gobierno en su última visita á los Pueblos de la Provincia al cumplir el bienio de su mando, ha tenido á bien ordenar que en lo sucesivo se titule esta villa con el nombre de Victoria. Y se avisa al Sr. Delegado para los efectos consiguientes».

Lo que pone en conocimiento del Sr. Ministro de Hacienda para su inteligencia y conocimiento.

El infrascrito tiene el honor de saludar á Ud.con las mayores consideraciones de su distinguido aprecio.

Pedro Barrenechea.
Comunicación avisando el cambio de nombre de la villa.

En abril de 1840 Victoria fue invadida y parcialmente saqueada por las fuerzas unitarias de Juan Lavalle, luego de un alzamiento unitario en la villa.
Mediante el Reglamento de Administración de Justicia del 13 de abril de 1849 fue creado el Departamento de la Victoria:

5 ° Departamento de la Victoria. Su territorio desde el arroyo del Dol, Paraná abajo, hasta la barra de Nogoyá, comprendiendo la villa y suburbios y los distritos: Rincón de Nogoyá, Laguna del Pescado, Corrales, Quebrachito, Pajonal, Rincón del Dol (...)

4° Victoria. Un Juez de Paz, cuatro Alcaldes de Cuartel en la Villa, seis Alcaldes de distrito en la Campaña.

José María Gamas fue el primer juez de paz de Victoria en 1850. En 1851 fue declarada ciudad. El 1 de enero de 1873 fue instalada la municipalidad, asumiendo Luis Espíndola como primer intendente (presidente municipal).
El 10 de abril de 1910 comienza el dictado de clases en la Escuela Normal Superior "Osvaldo Magnasco", marcando un hito educativo en la ciudad.

## Ejido municipal
El 13 de noviembre de 1824 el gobierno provincial promulgó un decreto estableciendo el ejido del pueblo de La Matanza:

1) Quedan designadas por ahora diez cuadras de terreno medidas desde la Plaza hacia los cuatro vientos principales en la Villa de la Matanza para la población.

2) Queda prohibido todo establecimiento de estancia dentro de los límites indicados.

El ejido original de la ciudad de Victoria fue ampliado mediante la ley n.º 5984 sancionada y promulgada por la intervención militar el 6 de junio de 1977, apoyándose en la ruta provincial n.º 11, la abadía del Niño Dios, el riacho Victoria y el arroyo del Ceibo. Una vez restablecido el orden democrático, este decreto-ley fue ratificado por la ley n.º 7499 promulgada el 29 de diciembre de 1984.
El ejido de 108 km² fue ampliado con las islas de las secciones insulares, unos 3760 km², mediante la ley provincial n.º 8855 sancionada el 30 de agosto de 1994 y promulgada el 14 de septiembre de 1994. El ejido pasó a ser el más extenso de la provincia de Entre Ríos. Esta ley implícitamente abrogó el decreto 3191/1984 MGJE del gobernador Sergio Montiel de fecha 30 de agosto de 1984, que creó el centro rural de población de Paraje Charigüé, para el que nunca fue designada una junta de gobierno.

Artículo 1°.- Amplíase el Ejido Municipal de la Ciudad de Victoria, abarcando la zona de islas del Departamento homónimo; siendo el nuevo límite el determinado por el Riacho Careaga, Arroyo Careaga, Arroyo Timbo Blanco, Arroyo Ñacurutú, Riacho Cintura Canal de Uranga, Riacho Victoria hasta el Ejido actual, continuando por el Riacho Victoria, Laguna del Pescado, Arroyo de las Piedras, Arroyo Manso, Riacho Victoria, Arroyo Nogoyá, Río Paraná Pavón, Río Paraná hasta la línea del Canal de Navegación.

Como consecuencia de la construcción del puente Rosario-Victoria inaugurado en 2003 y sucesivos dragados, la línea de navegación del río Paraná que corría por el canal Destilería junto a la costa entrerriana se modificó y pasó a correr cerca de la costa santafesina frente a las localidades de Capitán Bermúdez y Granadero Baigorria. El grupo de islas formado por la isla de los Mástiles y por la isla La Carlota (hoy unidas), e islotes adyacentes, empadronadas como dominio fiscal por la provincia de Santa Fe en 1994, fue ocupado por la Policía de Entre Ríos e incorporado como parte del ejido municipal de Victoria. La provincia de Santa Fe sostiene el reclamo sobre esas islas y sobre otras que se formaron frente al puerto de Rosario (isla Ingeniero Sabino Corsi Norte, Ingeniero Sabino Corsi Sur y General Juan Pistarini) y que también fueron incorporadas al ejido de Victoria.
Una nueva ampliación del ejido municipal de Victoria tuvo lugar al promulgarse el 10 de diciembre de 2008 la ley n.º 9876 para incluir la zona del complejo balneario termal Victoria de Agua.

Artículo 1°.- Amplíase el ejido Municipal de la ciudad de Victoria, desde el Vértice del límite del ejido actual conformado por la poligonal Este y el Arroyo El Ceibo, continuando por éste hasta su intersección con línea divisoria, por ésta, al rumbo S. 36º 16′ O. de 2.299,60 metros, lindando con plano de mensura Nº 17.223 hasta intersección con la Ruta Provincial Nº 11, desde ésta, continuando por línea divisoria mediante rectas al rumbo S. 10º 00′ O. de 2.555,20 metros, lindando con planos de mensura Nº 17.037, Nº 17.038 y Nº 4.377 y rumbo S. 64° 36′ O. de 4.337,80 metros, lindando con plano de mensura Nº 3.334 hasta su intersección con el Riacho Victoria, actual límite del ejido.

## Presidentes Municipales
Para visualizar la lista completa, acceder a Presidentes Municipales de Victoria
- 1983-1987: Luis Ángel Brassesco, Julio Andrés, Miguel Abiega (Todos pertenecientes a la UCR)
- 1987-1991: Juan Carlos Stratta (PJ)
- 1991-1995: César Nelson Garcilazo (PJ)
- 1995-1999: Jesús Darío Liberatore (UCR)
- 1999-2003: Gracia Jaroslavsky (UCR), Carlos Díaz (PS), Jorge Carlos Valverde (PS), Carlos Díaz (PS).
- 2003-2011: César Nelson Garcilazo (PJ)
- 2011-2015: Rubén Darío Garcilazo (PJ)
- 2015-2023: Domingo Maiocco (cambiemos -UCR-)
- 2023-presente: Isa Castagnino (PJ)

## Instituciones educativas
La ciudad cuenta con una variedad de instituciones escolares, de todos los niveles (inicial, primario, secundario y terciario) y de carácter público como privado.
- Instituto J. F. Kennedy
- Escuela Superior Normal Osvaldo Magnasco
- Escuela de Comercio Elsa Capatto de Trucco
- Escuela Técnica Pedro Radio
- Colegio Nuestra Señora Del Huerto
- Colegio de la Mesopotamia
- Esc. N.º 13 Adolfo Mittelman
- Esc. N.º 14 Bernardino Rivadavia
- Esc. N.º 15 Nicolás Avellaneda
- Escuela de Artes Visuales N.º 1 Raúl Trucco
- Escuela N.º 1  Francisco Narciso de Laprida
- Escuela Superior de Adultos Osvaldo Rey

## Instituciones culturales y deportivas
Cuenta con una variada gama de instituciones de carácter cultural y/o deportivo.
En materia de centros culturales podemos destacar los siguientes:
- Agrupación Cultural Victoria
- Sociedad Italiana de Socorros Mutuos Dante Alighieri
- Cine Teatro Municipal Victoria

En lo que respecta a instituciones deportivas. La ciudad cuenta con su Liga, la cual esta anexada junto a la liga de Nogoyá y Tala y conforman la Unión Deportiva de Ligas.
- Agrario Fútbol Club
- Club Atlético el Porvenir
- Club San Benito
- Club Sportivo Victoria
- Club Banfield
- Club Libertad
- Club Deportivo 25 de Mayo
- Club Gimnasia y Esgrima
- Club Atlético Sarmiento
- Club Newell's Old Boys
- Club Atlético Huracán
- Asociación Civil y Deportiva Quinto Cuartel

Demás instituciones:
- Club de Pescadores, Caza y Náutica
- Rowing Club Victoria
- Talleres Bochín Club
- Club Malvinas
- Círculo Católico de Obreros
- Centro Policial

## Medios de comunicación
Periódicos
- Diario La Mañana
- Semanario Nueva Generación
- Semanario La Semana
- Semanario Paralelo 32
- Semanario D24 deportivo
- Mensuario La Victoria

Diarios Digitales
- Diario On Line Victoria Digital de Marcelo Yasín
- Diario On Line Victoriaya.com
- Diario On Line Victoria Primicias de Sebastián Firpo
- Diario On Line LT 39 Noticias
- Diario On Line Diario Victoria de Roberto Caminos
- Diario On Line La página de noticias de Paralelo 32
- Millennial Medios www.millennialmedios.com
- Diario On Line La página de deportes de la ciudad

Televisión por cable
- Victoria TV - Canal 2

Radios Amplitud Modulada
- LT 39 Radio Victoria AM 980

Radios Frecuencia Modulada
- FM 90.3 Victoria
- Radio Libertad 92.1
- Radio San Cayetano 94.1
- El Sol 95.1
- La Red Victoria 96.9
- Radio Chana 100.5
- Radio Puente 101.30

## Turismo

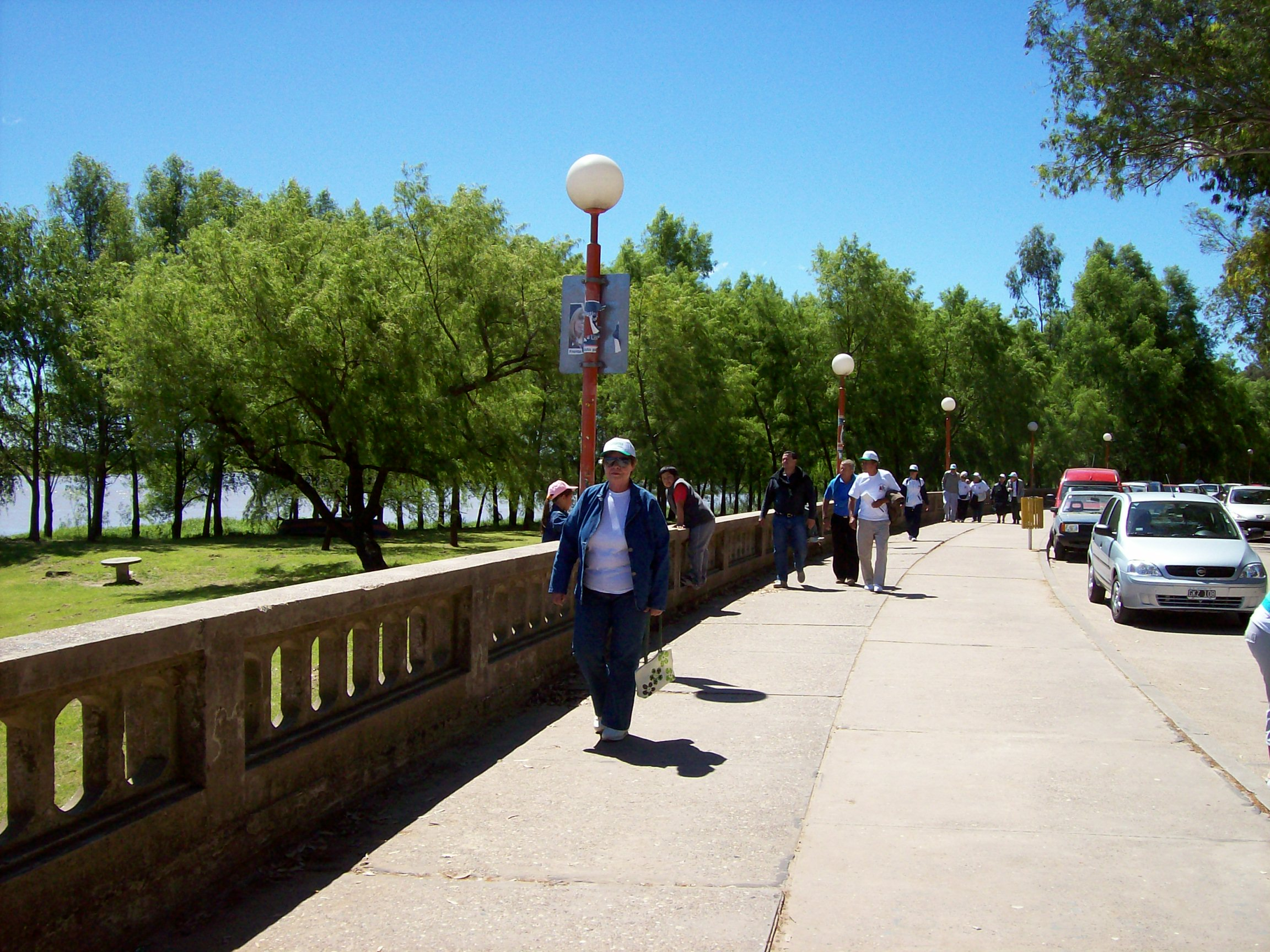
Paseo peatonal en el Balneario Municipal de Victoria

Victoria, también conocida como la ciudad de las siete colinas (se encuentra asentada sobre una de las siete colinas de la zona) es un destino turístico importante en la provincia. Entre sus instalaciones se encuentran: innumerables hoteles de distintas categorías donde resalta el hotel cinco estrellas y el casino más lujoso del país. También es conocida por sus tradicionales y centenarios carnavales (bajo el eslogan "el carnaval más divertido del país") lo que le ha válido la distinción de ser la «Capital Provincial del Carnaval Entrerriano», título otorgado a principios de los años setenta, gracias a su aporte al turismo.
A partir de la inauguración del Puente Rosario-Victoria, la actividad turística se reactivó al recibir a pobladores de uno de los núcleos urbanos más importantes de Argentina, la ciudad de Rosario, lo que a su vez permite una conexión más directa con los habitantes de la provincia de Buenos Aires, coincidiendo con el límite sur de la provincia de Santa Fe. Siendo uno de los pasos obligados de acceso desde el sur hacia la Mesopotamia argentina cruzando el río Paraná, la ciudad recibe una variedad turística importante, la cual se vuelca sobre todo a la tranquilidad de sus playas y costanera.

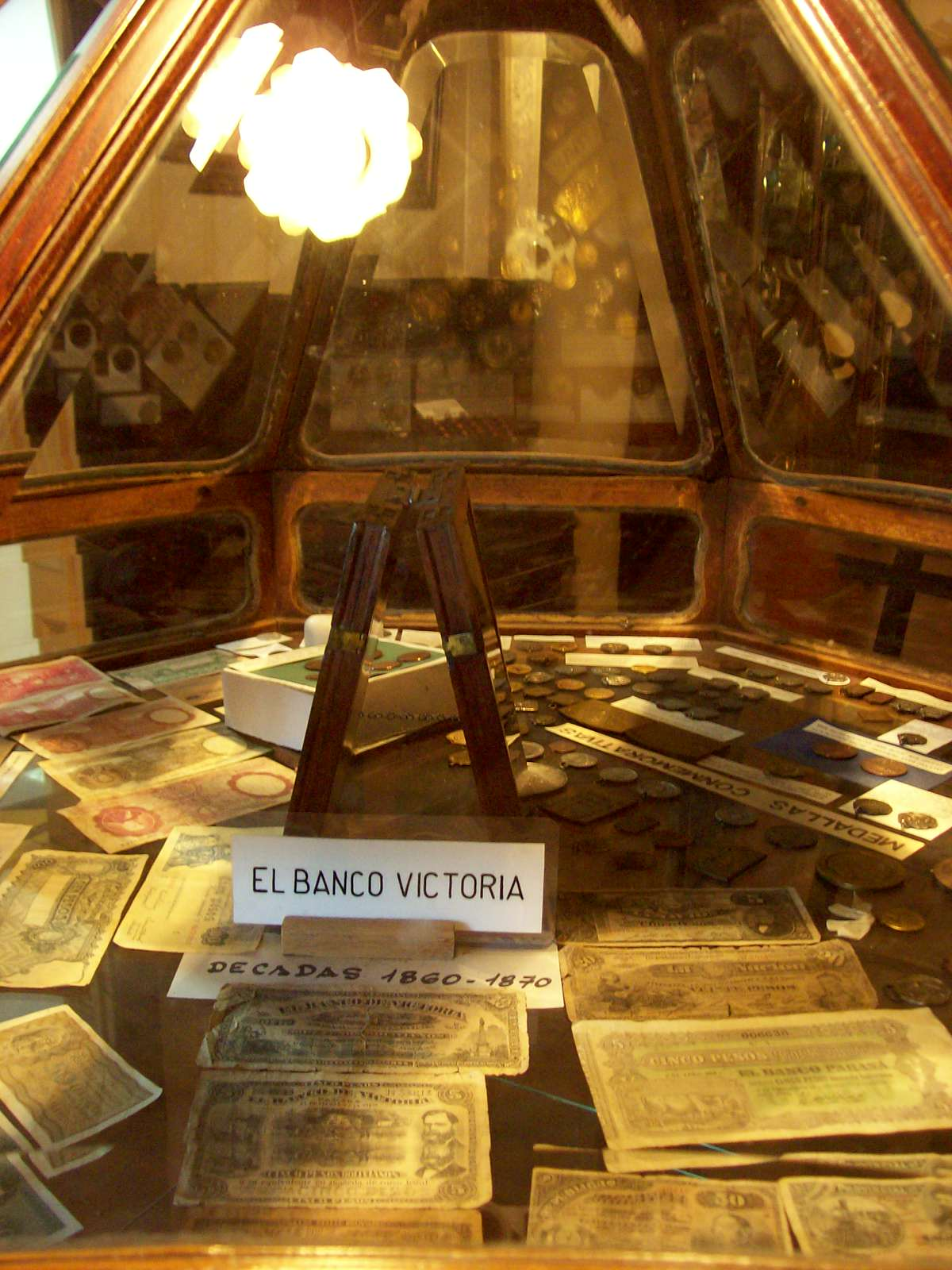
Algunos de los objetos exhibidos en el Museo «Carlos A. Anadón». Monedas y objetos de 1860-1870.

Además, en los últimos años ha tenido un importante desarrollo el turismo rural, con estancias que permiten un agradable estar disfrutando de la singular geografía de ríos que conforman el Pre-Delta del Paraná y lomadas que caracteriza a los alrededores de la ciudad.
De la mano de este turismo rural, se aprecia en Victoria el resurgir de la actividad vitivinícola, de la cual Entre Ríos era una de las principales provincias productoras de vino de la Argentina, todo esto antes de la ley que prohibió esta actividad en todo el territorio argentino, dejándolo solo permitido con fines comerciales en la región de cuyo. En este resurgir se divisan sobre la ruta 11, distintos viñedos 
Otro de los puntos que constituye un fuerte atractivo turístico es la singularidad de su arquitectura, caracterizada por edificios de fines del siglo XIX y principios del siglo XX con un estilo ecléctico entre lo italiano y francés. Los destacados trabajos de herrería que le han válido el nombre de «Ciudad de las Rejas», hacen de este un atractivo singular, que se puede observar en el casco histórico de la ciudad y se manifiesta incluso en obras de herrería contemporánea.
El Museo «Carlos Alberto Anadón» ubicado en una antigua casona en la Av. Congreso de 1816 originalmente perteneciente al Dr. Isidro Gerónimo Balbi. La casa posee 400 m² y el recorrido del museo se divide en 8 salas, incluyendo la cocina y el baño con elementos de la vida cotidiana de fines del siglo XIX. Contiene gran parte del acervo cultural de la ciudad, recopilando elementos de la historia misma del pueblo como así también de oficios y la vida privada (fonógrafos, la biblioteca personal del Dr. Balbi, indumentaria, numismática, imágenes religiosas, armas, herrería antigua, instrumental de medicina, fotografías) de sus habitantes.
Otro atractivo interesante de la ciudad, y quizás el más importante, es el Sol Victoria Hotel & Casino Victoria Archivado el 21 de abril de 2018 en Wayback Machine.. Un lujoso Hotel con casino anexo ubicado en las barrancas del río Paraná. Se accede fácilmente por el Puente Rosario-Victoria.
A principios de 2010 abrió sus puertas de manera parcial el parque recreativo termal Victoria del Agua, ubicado al sur de la ciudad, y se espera que en 2011 vaya completando una variada gama de servicios que, además de piletas, río lento, pantalla de agua y servicios anexos, incluya un museo temático dedicado a este líquido vital.
La ciudad cuenta también con El "Museo Ovni". El cual cuenta con una importante infraestructura, en el que se pueden apreciar los trabajos de investigación, videos y fotografías, evidencias de los casos, piezas de caídas de ovnis, y la documentación oficial que las autoridades nacionales e internacionales, han generado en su estudio. El museo y sus autoridades, han llevado a cabo varios Congresos, siendo el último el "IV Congreso Internacional de Ovnilogía, Contactados" que contó con la participación de Travis Walton, Ademar Gevaerd y Juan Pérez entre otros.

## Transporte

### Colectivos
- Líneas de colectivo

## Parroquias de la Iglesia católica en Victoria

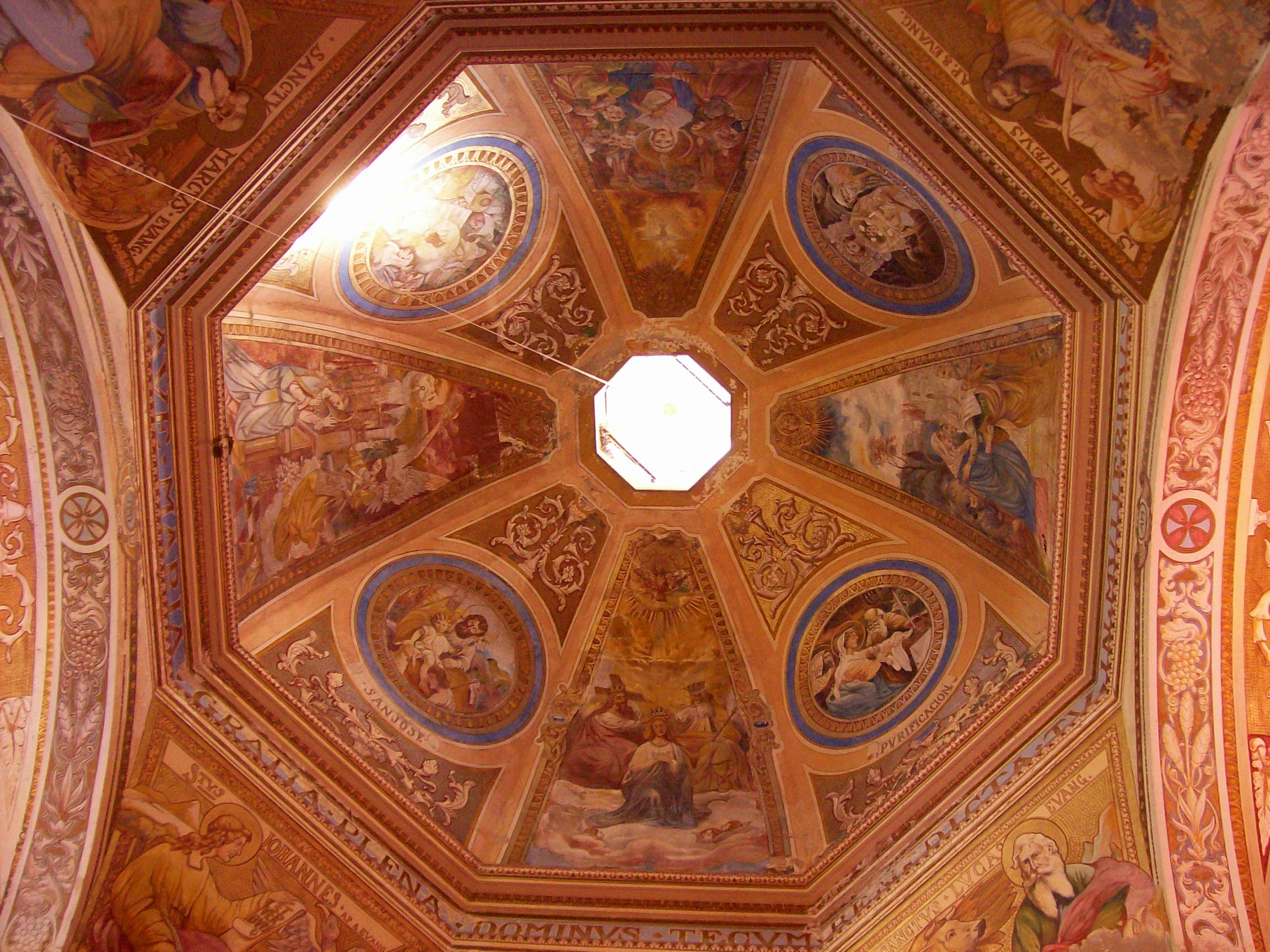
Interior de la cúpula del templo parroquial de la Virgen de Aránzazu.

| Diócesis   | Gualeguaychú                          |
| ---------- | ------------------------------------- |
| Parroquias | Nuestra Señora de Aránzazu, San Roque |